# Britt Weyts
Britt Weyts is een Belgische juriste, hoogleraar en advocate. Ze is als gewoon hoogleraar verbonden aan de Universiteit Antwerpen en is samen met Thierry Vansweevelt voorzitter van de Antwerp Liability Law and Insurance Chair (ALLIC).

## Loopbaan

### Academisch
Britt Weyts is licentiaat in de rechten (UA, 1997) en promoveerde in 2003 onder promotorschap van Thierry Vansweevelt tot doctor in de rechten met het proefschrift De fout van het slachtoffer in het buitencontractueel aansprakelijkheidsrecht. Met dat proefschrift won ze in 2004 de Fernand Collin-prijs voor Recht.
Ze is gewoon hoogleraar aan de Universiteit Antwerpen en doceert aan de Faculteit Rechten de vakken Verbintenissenrecht, Practicum Verbintenissenrecht, Grondige studie Verbintenissenrecht, Verzekeringsrecht en de Eindverhandeling in het Postgraduaat in het aansprakelijkheidsrecht en het verzekeringsrecht. 
Weyts is sinds 1 oktober 2003 lid van de Antwerpse onderzoeksgroepen Rechtshandhaving en Persoon en Vermogen. Van die laatste werd ze in 2005 woordvoerder en sinds 1 oktober 2018 is ze mee verantwoordelijke. Ze is sinds de oprichting op 26 september 2014 samen met Thierry Vansweevelt voorzitter van de Leerstoel Aansprakelijkheidsrecht en Verzekeringsrecht (Antwerp Liability Law and Insurance Chair (ALLIC)).
Ze wordt door de media regelmatig gevraagd om als expert uitleg te geven over gebeurtenissen die met haar vakgebied in contact komen.Bv.

### Professioneel
Weyts sloot zich in 2004 aan bij de balie van Brussel en deed haar stage bij Meester Jean-Luc Fagnart van advocatenkantoor Thelius. In 2008 vervoegde ze het team van Johan Verbist bij Linklaters. Sinds 2013 is ze advocate bij advocatenkantoor Omega Law van Johan Verbist en Beatrix Vanlerberghe.

## Prijzen
- Fernand Collin-prijs voor Recht (2004)[4]

## Academische publicaties
- Weyts, B., De fout van het slachtoffer in het buitencontractueel aansprakelijkheidsrecht, Mortsel, Intersentia, 2003, 560 p. – ISBN 9789050953382
- Weyts, B. en Vansweevelt, T., Handboek buitencontractueel aansprakelijkheidsrecht, Mortsel, Intersentia, 2009, 935 p. – ISBN 9789400000001
- Weyts, B., Barbaix, R. en Wuyts, D. (eds.), De groepsverzekering als aanvullend pensioen, Mortsel, Intersentia, 2014, 127 p. – ISBN 9789400004603
- Weyts, B. en Vansweevelt, T. (eds.), Actuele ontwikkelingen in het aansprakelijkheidsrecht en verzekeringsrecht (Aansprakelijkheids- en Verzekeringsrecht, III), Mortsel, Intersentia, 2015, 296 p. – ISBN 9789400006034
- Weyts, B. en Vansweevelt, T. (eds.), Handboek Verzekeringsrecht, Mortsel, Intersentia, 2016, 1152 p. – ISBN 9789400007710
- Weyts, B. en Carette, N. (eds.), Verantwoord aansprakelijkheidsrecht, Mortsel, Intersentia, 2017, 672 p. – ISBN 9789400008564
- Weyts, B. en Vansweevelt, T. (eds.), Nieuwe risico’s in het aansprakelijkheids- en verzekeringsrecht (Aansprakelijkheids- en Verzekeringsrecht, VII), Mortsel, Intersentia, 2018, 208 p. – ISBN 9789400007857
- Weyts, B. en Vansweevelt, T. (eds.), De indicatieve tabel 2016: kansen en kritiek (Aansprakelijkheids- en Verzekeringsrecht, IX), Mortsel, Intersentia, 2018, 164 p. – ISBN 9789400009752
- Weyts, B. en Vansweevelt, T. (eds.), Handboek verbintenissenrecht (gebonden), Mortsel, Intersentia, 2019, 1214 p. – ISBN 9789400010833
- Weyts, B. en Vansweevelt, T. (eds.), Compensation funds in comparative perspective, Mortsel, Intersentia, 2020, 220 p. – ISBN 9781780689425
- Weyts, B. en Vansweevelt, T. (eds.), Het nieuwe bewijsrecht (Aansprakelijkheids- en Verzekeringsrecht, XV), Mortsel, Intersentia, 2020, 136 p. – ISBN 9789400011182
- Weyts, B., Bernauw, K., Colle, P. en Jocqué, G., Verzekeringen (Wetboeken Notariaat), Mortsel, Intersentia, 2020, 550 p. – ISBN 9789400012516

Daarnaast schreef ze nog talrijke artikels, waarnaar wordt verwezen in de Externe links van dit artikel.